# Jacob Friedrich Ernst Beumann
Jacob Friedrich Ernst Beumann (auch: Friedrich Ernst Beumann
Jacob Friedrich Ernst Boimann; getauft 1. November 1706 in Celle; gestorben 28. April 1758 ebenda) war ein deutscher Gold- und Silberschmiedemeister. Sein Beschauzeichen beziehungsweise sein Meisterstempel hat die Form eines dreiblättrigen Kleeblattes mit den Buchstaben F C B in den drei Dreiviertelkreisen; auch das Monogramm F F B ist bekannt.

## Leben
Beumanns Mutter entstammte einer Familie von Brauern, die demnach über eigenen Grundbesitz verfügte. Zu Beumanns Taufpaten im Jahr 1706 zählte unter anderem der Celler Goldschmied Hans Jacob Eggeling. Für seine eigene Ausbildung wurde Beumann jedoch nach Braunschweig in die Lehre bei dem Braunschweiger Goldschmiede-Gildemeister Johan Baltzer Bokelen gesandt, wo er als Johan Friedrich Beumann ab 1712 arbeitete.
1737 erhielt Beumann seinen Meisterbrief und wurde Mitglied des Goldschmiedeamts. Anfang der 1740er Jahre war er Besitzer eines größeren Anwesens, „möglicherweise [...] ein ererbtes Brauhaus mit Gerechtigkeit.“ Dieses verkaufte er an einen Bäckermeister, der ihm jedoch die Kaufsumme von 1000 Reichstalern (Rtl.) schuldig blieb. Beumann war dadurch insolvent geworden und musste, als er 1742 eine andere, in der Straße Am Heiligen Kreuz gelegene Immobilie erwarb, vorübergehend einen Kredit von 600 Rtl. aufnehmen, den er jedoch bereits nach zwei Jahren zurückzahlen konnte.
Beumanns finanzielle Lage war wohl „insgesamt als gut“ zu bezeichnen, zumal er als Gold- und Silberarbeiter am 30. Dezember 1745 eine Tochter des Justiz-Kanzleisekretärs Gevers heiratete. Sein Haus in der Straße Am Heiligen Kreuz blieb das einzig bekannte eines Goldschmiedes in dem Straßenzug – urkundliche Nennungen anderer Meister sind konzentriert in anderen Celler Straßenzügen nachweisbar.
Beumann starb im Alter von 52 Jahren in Celle.

## Bekannte Werke
- nach 1737: silberner Kelch in Fabian-und-Sebastian-Kirche in Sülze[3]
- aus drei Teilen zusammengesetzter silberner Kelch mit einer vergoldeten Cuppa mit durchbrochener Manschette im Stil der Régence. Das 24,3 cm hohe Stück mit seinem reichprofilierten Schaft zeigt zudem 3 Gravuren mit Szenen aus der Bibel. Den Meisterstempel brachte Beumann in Inneren des Schaftes an.[2]
- im Hamburger Kunsthandel wurde ein Paar 17 cm hohe Tischleuchter aus der Werkstatt Beumanns angeboten.[2]

## Archivalien
Archivalien von und über Beumann finden sich beispielsweise
- als Obligation, in der der Silberschmied Johann Peter Heldberg um 1742 anstelle von Beumann als Schuldner für dessen Hauskredit auftrag: Niedersächsisches Landesarchiv (Abteilung Hannover), Archivsignatur Hann. 72 C2.290 Bl.142[1]